# Крупа Петро Іванович
Петро Іванович Кру́па (нар. 8 грудня 1952, Бучач) — український архітектор-містобудівник.

## Біографія
Народився 8 грудня 1952 року в Бучачі Тернопільської області (нині Україна). 1975 року закінчив Львівський політехнічний інститут. Працював у Дніпродзержинській філії НДПІ містобудування, а у 1978—1983 — у львівській філії інституту «Діпроміст». Працює головним архітектором проєктів архітектурно-планувальної майстерні № 2 інституту «Містопроект» Від 1983 року член Національної спілки архітекторів України. Входить до правління спілки. Лауреат Державної премії України в галузі архітектури (2002).
Роботи
- Проєкт детального планування житлового мікрорайону Сихів-1 (1979, співавтори Ярослав Новаківський, Алла Петрова).[5]
- Генеральний план забудови центральної частини Ужгорода (1982, у співавторстві).[3]
- Проєкт підземної урбанізації центру Львова (не пізніше 1991, співавтори Ярослав Новаківський, Алла Петрова).[6]
- Генеральний план забудови Бучача (1985, у співавторстві).[3]
- Проєкт перспективного розвитку Трускавця (1989, співавтори Зіновій Підлісний, Віталій Дубина, І. Василевський).[7]
- Генеральний план забудови Чернівців (1990, співавтори Н. Сивенька, Я. Коркуна та інші).[2]
- Генплан Дрогобича та Дрогобицької агломерації (1995, співавтори В. Василевський, К. Стеців).[2]
- Проєкт відбудови церкви Святого Духа у Львові (три варіанти компонування). Розроблений 1997 року спільно з Зіновієм Підлісним. Не був реалізований.[8]
- Архітектурна частина пам'ятника королю Данилу у Львові (2001).[1]
- Корекція генерального плану Львова. Затверджено 2010 року. Співавтори архітектори Ігор Крупа і Віталій Дубина, економіст-географ Ірина Голуб, інженер Сергій Фіалковський. 2012 року авторський колектив відзначено Державною премією в галузі архітектури.[9]
- Магазин промислових і продовольчих товарів із кафе на вулиці Лисенка в Бучачі (2004).[3]
- Проєкт розширення гуртового ринку «Шувар» у Львові (2008).[3]
- Проєкт реконструкції вулиці Дорошенка у Львові (співавтор І. Склярова).[2]